# Campionat del Món de Trial 2023
|  | Per al campionat del món en pista coberta d'aquell any, vegeu Campionat del Món de X-Trial 2023 |

La temporada de 2023 del Campionat del Món de trial fou la 49a edició d'aquest campionat, organitzat per la FIM. El calendari oficial constava de 14 proves puntuables, celebrades entre el 16 d'abril i el 3 de setembre. Dues de les proves programades es disputaren als Països Catalans: els dos dies del Gran Premi d'Andorra a Sant Julià de Lòria (17 i 18 de juny).
Toni Bou va guanyar el dissetè dels seus 18 campionats mundials a l'aire lliure (a data de 2024). El subcampió va tornar a ser Jaime Busto, ara amb Gas Gas després d'haver-hi fitxat aquell any procedent de Vertigo. El tercer va ser Gabriel Marcelli, el company d'equip de Bou a Montesa i el quart, Matteo Grattarola, que va començar la temporada amb Vertigo i la va acabar amb Beta.
Adam Raga obtingué el seu pitjor resultat des del 2002 en quedar cinquè i Jeroni Fajardo, el seu pitjor resultat des del 2003 (tret de la temporada del 2019 en què fou sancionat per dopatge) en quedar desè. Aquella va ser la darrera temporada al campionat de Fajardo, ja que a començaments del 2024 va anunciar la seva retirada temporal de les competicions, motivada per una lesió cervical que arrossegava de feia temps.
Aquell any, Aniol Gelabert va superar el seu germà gran, Miquel Gelabert, novè amb la Vertigo, en classificar-se sisè.

## Sistema de puntuació
Barem de puntuació a partir de 1984:
| Posició | 1  | 2  | 3  | 4  | 5  | 6  | 7 | 8 | 9 | 10 | 11 | 12 | 13 | 14 | 15 |
| Punts   | 20 | 17 | 15 | 13 | 11 | 10 | 9 | 8 | 7 | 6  | 5  | 4  | 3  | 2  | 1  |

## Calendari
| Ronda | Data          | Gran Premi | Lloc                | Guanyador   |
| ----- | ------------- | ---------- | ------------------- | ----------- |
| 1     | 16 d'abril    | Espanya    | Arteixo             | Jaime Busto |
| 2     | 17 d'abril    | Espanya    | Arteixo             | Toni Bou    |
| 3     | 22 d'abril    | Portugal   | Gouveia             | Toni Bou    |
| 4     | 23 d'abril    | Portugal   | Gouveia             | Jaime Busto |
| 5     | 20 de maig    | Japó       | Twin Ring Motegi    | Toni Bou    |
| 6     | 21 de maig    | Japó       | Twin Ring Motegi    | Jaime Busto |
| 7     | 10 de juny    | San Marino | Baldasserona        | Toni Bou    |
| 8     | 11 de juny    | San Marino | Baldasserona        | Toni Bou    |
| 9     | 17 de juny    | Andorra    | Sant Julià de Lòria | Toni Bou    |
| 10    | 18 de juny    | Andorra    | Sant Julià de Lòria | Toni Bou    |
| 11    | 22 de juliol  | Itàlia     | Sestriere           | Toni Bou    |
| 12    | 23 de juliol  | Itàlia     | Sestriere           | Toni Bou    |
| 13    | 2 de setembre | França     | Vertolaye           | Toni Bou    |
| 14    | 3 de setembre | França     | Vertolaye           | Toni Bou    |

1. ↑  A Borgo Maggiore

## Classificació final
| Posició | Pilot             | Motocicleta  | Punts |
| ------- | ----------------- | ------------ | ----- |
| 1       | Toni Bou          | Montesa      | 271   |
| 2       | Jaime Busto       | Gas Gas      | 236   |
| 3       | Gabriel Marcelli  | Montesa      | 191   |
| 4       | Matteo Grattarola | Vertigo/Beta | 169   |
| 5       | Adam Raga         | TRRS         | 155   |
| 6       | Aniol Gelabert    | Beta         | 137   |
| 7       | Jorge Casales     | Scorpa       | 115   |
| 8       | Benoit Bincaz     | Sherco       | 87    |
| 9       | Miquel Gelabert   | Vertigo      | 79    |
| 10      | Jeroni Fajardo    | Sherco       | 75    |